# Mora (wojsko)

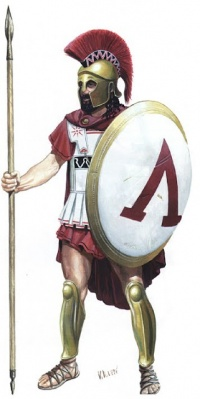
Spartański hoplita z tarczą oznakowaną lacedemońską epizemą

Mora (stgr. μόρα – dosł. „część”, lm morai) – największa jednostka organizacyjna armii spartańskiej, licząca pod koniec V wieku p.n.e. 1280 żołnierzy. 
Armia spartańska składała się z sześciu mor (jazdy i hoplitów), każda pod dowództwem polemarcha. Jednostka ta dzieliła się na dwa lochosy po 640 ludzi, dowodzone przez lochagosów. Lochos dzielił się na cztery pentekostie, które składały się z czterech enomotii dowodzonych przez enomotarchów.   
W źródłach historycznych jednostka ta pojawia się w 403 r. p.n.e. (Ksenofont, Historia grecka II 4,31) jako element nowej struktury organizacyjnej armii spartańskiej, przez badaczy obecnie interpretowany jako „dywizja”. Przyczyną tej zmiany miał być niedostatek ludzi zdolnych do noszenia broni, wynikły wskutek strat wojennych i klęsk żywiołowych w V stuleciu p.n.e. Dodatkowy powód mogły stanowić uwarunkowania strategiczne związane z obsadzaniem spartańskich garnizonów poza granicami własnego państwa; miały do tego służyć rotacyjnie wymieniane mory.
Niejednakowa ich liczebność uzależniona była często od okoliczności, np. od stopnia mobilizacji lub strat poniesionych wskutek walk, wypadków bądź chorób. Źródła starożytne podają różne wielkości zarówno samych mor – od 1000 do nawet 500 żołnierzy, jak i jednostek niższego rzędu. Lochosy liczące od 500 do nawet 300 ludzi porównywane są do współczesnych batalionów, dowodzone przez pentekosterów jednostki (po 150 hoplitów) – do kompanii, a 35-osobowe enomotie do plutonów.
W późniejszych czasach liczebność oddziałów była niższa. Ksenofont w pierwszej ćwierci IV wieku p.n.e. podaje wielkość mory jako 576 hoplitów z lochosem liczącym tylko 144 ludzi, gdy pentekostia miała ich wówczas 72, a enomotia – 36.